# Peter Mülhens
Peter Paul Mülhens (* 6. August 1875 in Ehrenfeld; † 5. August 1945 in Heumar) war ein Kölner Unternehmer und Fabrikant.

## Leben

### Herkunft
Peter Mülhens war der Sohn des Kölnisch-Wasser-Fabrikanten und Politikers Ferdinand Mülhens und der Maria Ottilie, geb. Riedl. Sein Vater hinterließ ihm neben der Firma 4711 in Königswinter das Gut Wintermühlenhof und die Besitzung Petersberg einschließlich des Hotels.

### Werdegang
Nach einer ersten Ausbildung im väterlichen Unternehmen, sowie bei einem der Lieferanten für Duftpflanzen und Essenzen in Grasse, begab sich Peter Mülhens in Begleitung eines erfahrenen Handlungsreisenden selbst auf Reisen. An einen längeren Aufenthalt in Grasse schloss sich eine Lehrzeit in New York an. Im Jahr 1900 nahm ihn dann der Vater als Teilhaber auf und übertrug ihm dabei die selbstständige Führung der Geschäfte. Aus seinem Aufenthalt in Nordamerika brachte er neben zwei dampfgetriebenen Automobilen auch eine Vorliebe für moderne Bürotechnik und Ideen zur Optimierung der Produktionsabläufe mit. Unter Ausschaltung des Großhandels führte er die Belieferung des Endverbrauchers direkt ab Werk ein. Unter ihm wurde 1921 die Marke Tosca und 1935 „Sir“ eingeführt. Während der Besatzungszeit nach dem Ersten Weltkrieg lagerte er einen Teil der Produktion nach Berlin aus, doch konnte er bereits nach wenigen Jahren den Stand der Vorkriegsproduktion einstellen.:302
Peter Mülhens trat zwar 1937 der NSDAP bei, doch zuvorderst, um den Druck auf das Unternehmen und dessen Personal- und Absatzpolitik zu mindern. Dem Nationalsozialismus als solchem stand die Familie distanziert gegenüber. In den ausländischen Betrieben des Hauses beschäftigte Juden wurden entgegen den Anweisungen nicht entlassen und Maria Mülhens hielt den Kontakt zu ihrer jüdischen Schwägerin aufrecht.:302

### Familie
Der Katholik Peter Mülhens heiratete am 27. August 1909 in Deutsch-Wilmersdorf Maria Walburga Stockhausen (* 3. März 1881 in Krefeld; † 8. Dezember 1959 in Heumar), eine Tochter des Kaufmannes Julius Emil Stockhausen und der Agathe, geb. Bermbach. Maria Mülhens war in erster Ehe mit dem Kölner Fabrikanten Ferdinand van der Zypen (1875–1914; van der Zypen & Charlier) verheiratet gewesen.:302 Aus der Ehe Mülhens/Stockhausen gingen die Töchter Maria (1912–1985) und Luise (1914–1990) und die Söhne  Ferdinand (II) (1911–1938) und Hans (1916–1945) hervor. Nach dem Tod ihres Mannes führte Maria Mülhens die Firma 4711 weiter, bis 1962 ihr Enkel, Ferdinand (III) (1937–2021) die Leitung des Unternehmens übernahm.

## Gestüt Röttgen
Zum 1. Oktober 1909 übernahm Peter Mülhens aus dem Besitz der Familie Geyr von Schweppenburg deren Rittergut Schloss Röttgen bei Heumar.:162 Zunächst blieb das Anwesen selbst noch im Eigentum der Freiherren, bevor es Ende 1918 durch Kauf gänzlich auf ihn überging. Das zuvor gepachtete Gut begann er jedoch bereits ab 1910 durch Landkäufe zu vergrößern. Ab 1920 beauftragte Mülhens den Kölner Architekten Ludwig Paffendorf mit Ausbauarbeiten. Im Jahr 1924 begründete er schließlich das Gestüt Röttgen, zu dessen Ausgestaltung ab 1927 und ebenfalls nach Entwürfen von Paffendorf, umfangreiche Bauarbeiten einsetzten.:162f Das Gestüt war schon bald nach seiner Gründung im Rennsport erfolgreich. 1933 stiftete Peter Mülhens den „Preis von 4711“, der auf der Kölner Rennbahn vergeben wurde.:302 Mühlhens war in den Vorkriegsjahren an der Seite von Christian Weber stellvertretender Präsident des Wirtschaftsbundes Deutscher Rennstallbesitzer und Vollblutzüchter e. V.
Nach dem Zweiten Weltkrieg führte seine Tochter Maria Mehl-Mülhens gemeinsam mit ihrem Mann, dem peruanischen Generalkonsul Rudi Mehl (1902–1980) das Gestüt Röttgen fort.:160 u. a.

## Öffentliche Ämter
Mit der Verlegung seines Wohnsitzes nach Röttgen empfahl der Heumarer Bürgermeister Rudolf Lütz dem Gemeinderat, Peter Mülhens als vierten Beigeordneten. Nach der Ernennung durch den Oberpräsidenten der Rheinprovinz im Februar 1910 bekleidete er dieses unbesoldete Amt bis 1919. Dem Kreistag des Kreis Mülheim am Rhein gehörte er vom 1. April 1913 bis zum 31. März 1919 an. Als einer der Meistbesitzenden der Bürgermeisterei war er zudem nach § 46 der Landgemeindeordnung für die Rheinprovinz seit dem 29. September 1911 geborenes Gemeinderatsmitglied.:160 Offenbar bedingt durch die veränderte politische Lage nach dem Ersten Weltkrieg, war das Verhältnis zur Gemeinde Heumar nach 1918 abgekühlt. Nach dem 7. August 1919 besuchte er keine Sitzungen mehr, zu der Wahl am 16. November 1919 trat er nicht mehr an.:161 Erst etwa ab Mitte der 1930er Jahre belebten sich die Beziehungen neu. Nachdem zwischenzeitlich die Bürgermeistereien Heumar und Wahn zu Porz zusammengeschlossen worden waren, wurde Mülhens am 23. Juni 1938 in den Porzer Gemeinderat eingeführt. Doch nahm er dort letztmals am 20. Oktober 1938 an einer Sitzung teil. Nach dem 1. Dezember 1943 wurde er nicht mehr unter den abwesenden Gemeinderatsmitgliedern geführt.:167

## Stiftungen
Bereits kurze Zeit nach der Besitznahme von Röttgen trat Mülhens mit ersten Stiftungen innerhalb der Gemeinde bzw. Bürgermeisterei Heumar hervor. So stiftete er im Jahr 1910 einen jährlichen Ehrensold in Höhe von 600 Goldmark zu Gunsten der Kriegsveteranen aus der Gemeinde, in Begleitung derer er auch Reisen unternahm (1912 auf die Schlachtfelder des Deutsch-Französischen Krieges von 1870/71).:160 Nach seiner Wahl in das Kuratorium der 1908 begründeten Höheren Schule (späteres Gymnasium in der Humboldtstraße) am 13. April 1911 übergab er dieser 6000 Goldmark. Aus dem Ertrag der Zinsen sollte Arbeiterkindern der Besuch der Schule ermöglicht werden. Neben der Förderung des Männergesangsvereins “Sängerhain Heumar-Rath” und der Evangelischen Kirchengemeinde  stiftete Mülhens im Jahr 1913 auch den ersten Krankenwagen.:161 Ein Porträt Kaiser Wilhelm II., das er für den Gemeindesitzungssaal stiftete, nahm er nach der Revolution im November 1918 jedoch wieder an sich. 1923 wurde es wegen des Wertes des Rahmens wieder zurückgefordert – ob es hierzu kam, ist nicht überliefert.:160 Seit dem 3. Oktober 1910 gehörte Peter Mülhens dem Kirchenvorstand der Katholischen Pfarrgemeinde St. Cornelius an, der er während der 1920er Jahre mehrere Stiftungen zukommen ließ.:161